# Krzysztof Polonek
Krzysztof Polonek (ur. 1978 w Krakowie) – polski skrzypek, kameralista i pedagog. Koncertmistrz orkiestry Berliner Philharmoniker.

## Życiorys i działalność solistyczna
Urodził się w 1978 roku w Krakowie. Jego matka, pianistka Barbara Polonek, była adiunktem na Akademii Muzycznej w Krakowie, a ojciec, altowiolista Zdzisław Polonek, wykładał tamże do czasu rozpoczęcia pracy w orkiestrze Berliner Philharmoniker. Naukę gry na skrzypcach rozpoczął w wieku 6 lat pod kierunkiem ojca. Kontynuował ją w Julius-Stern-Institut działającym przy Uniwersytecie Sztuki w Berlinie w klasie prof. Tomasza Tomaszewskiego, ówczesnego pierwszego koncertmistrza w orkiestrze Deutsche Oper. W 1997 r. zdał maturę w gimnazjum „Canisius-Kolleg” w Berlinie i rozpoczął studia wyższe na Uniwersytecie Sztuki w Berlinie w klasie prof. Tomasza Tomaszewskiego. W 2001 r. ukończył je jednocześnie dostając się na mistrzowskie studia podyplomowe (Konzertexamen) w macierzystej uczelni. Rok później zdał na studia podyplomowe I stopnia (Aufbaustudium) do Musikhochschule Lübeck do klasy prof. Thomasa Brandisa. Po ich ukończeniu kontynuował studia II stopnia (Solistenklasse Konzertexamen) w Lubece kończąc je w 2006 r. z najwyższą oceną. W 2012 r. na Akademii Muzycznej im. Karola Lipińskiego we Wrocławiu został mu przyznany stopień doktora sztuki muzycznej. Tematem jego dysertacji był Rozwój skrzypcowej techniki prawej ręki od klasycyzmu do I połowy XX wieku na podstawie wybranych utworów Ludwiga van Beethovena, Karola Lipińskiego, Maurice'a Ravela oraz Eugèna Ysaye’a. W 2019 roku na Akademii Muzycznej im. Ignacego Jana Paderewskiego w Poznaniu został mu nadany stopień doktora habilitowanego.
Mając 13 lat, wystąpił po raz pierwszy jako solista z orkiestrą wykonując z zespołem Capella Cracoviensis Koncert g-moll na skrzypce i orkiestrę Maxa Brucha. W trakcie studiów rozszerzył swoją działalność solistyczną. Występował między innymi z orkiestrami: Filharmonii Krakowskiej i Opolskiej, Capelli Cracoviensis, Cappelli Bydgostiensis, Filharmonii Baden-Baden, Staatsorchester Frankfurt (Oder) i Filharmonii Lubeckiej (Lübecker Philharmoniker).
Oprócz występów solistycznych i kameralnych był gościem renomowanych festiwali w Polsce i za granicą, m.in. Festiwalu Muzyka w Starym Krakowie, Festiwalu Organowego w Tyńcu, Śląskiego Festiwalu Muzycznego, Festiwalu Wiolinistyki im. Bronisława Hubermana, Helgoländer Musiksommer, Musik auf den Höfen des Meissnischen Landadels i wielu innych.
Brał udział w wielu międzynarodowych kursach muzycznych pod kierunkiem wybitnych profesorów takich jak: Zakhar Bron (Wiedeń), Ivry Gitlis (Sion, Szwajcaria), Krzysztof Węgrzyn, Rainer Kussmaul czy Kurt Sassmannshaus (Aspen Music Festival, Stany Zjednoczone).
Drogą konkursową wygrał stypendia Fundacji Seymour Obermer w Szwajcarii Ferenc-Fricsay-Gesellschaft w Berlinie. Również drogą konkursową dostał się do fundacji muzyki kameralnej Villa Musica w Nadrenii-Palatynacie. Podczas swojej działalności koncertowej w ramach projektów tejże fundacji miał okazję występować wspólnie z artystami takimi jak m.in. Menahem Pressler. Po wygranym konkursie, kraj związkowy Nadrenii-Palatynatu wypożyczył mu w sezonie 2001/2002 mistrzowski instrument z XVIII w., włoskiego lutnika Santo Seraphina.
Dokonał nagrań dla berlińskiego radia SFB, Deutschlandfunk, Deutschlandradio oraz nagrań płytowych.
Jako współzałożyciel Fundacji im. Szymona Goldberga zajmuje się promocją i wspieraniem działań na rzecz wybitnych artystów, zarówno młodych, jak i dojrzałych. Realizowane cele, zapisane w statucie Fundacji, to m.in. organizacja koncertów, kursów mistrzowskich, wypożyczanie instrumentów, udzielanie pomocy finansowej oraz promowanie idei integracji artystów różnych kultur i pochodzenia.

## Działalność kameralistyczna
Wraz z wiolonczelistką Katarzyną Polonek oraz pianistką Eriko Makimurą w 2004 roku założył zespół BEROLINA Trio, obecnie Berlin Piano Trio. W 2008 roku Eriko Makimurę zastąpił na stałe pianista Nikolaus Resa. W latach 2006–2011 odbył wraz z zespołem studia w solistycznej podyplomowej klasie kameralistyki prof. Markusa Beckera w Hochschule für Musik und Theater Hannover, jednocześnie równolegle kontynuując edukację w European Chamber Music Academy. Dzięki przynależności do ECMA kształcił się pod kierunkiem profesorów Hatto Beyerlego, Shmuela Askhenasiego, Johannesa Meissla, Avedisa Kouyoumidjiana, Ferenca Radosa, Annera Bylsmy, Philipa Müllera oraz Christopha Richtera. Trio koncertowało m.in. na Festiwalu Śląskim w Brzegu, na festiwalu Muzyka w Starym Krakowie, festiwalu Max Reger Tage Weiden, w Królewskiej Operze w Kopenhadze, w Mozartssal w Hamburgu, w Filharmonii Berlińskiej, w Filharmonii Bydgoskiej, Regent Hall w Londynie, w gmachu NOSPRu w Katowicach czy w wiedeńskim Konzerthausie.
W 2002 roku założył w Dreźnie zespół kameralny „Cameleon Ensemble” składający się z solistów orkiestry Filharmonii Drezdeńskiej. Zespół występował w zmiennych składach jako trio, kwartet lub kwintet fortepianowy albo kwartet smyczkowy.

## Działalność orkiestrowa
W liceum prowadził jako koncertmistrz szkolną orkiestrę smyczkową. Uczestniczył w projektach ogólnoniemieckiej orkiestry dla najzdolniejszej młodzieży Bundesjugendorchster.
Pomijając czas dwumiesięcznego stażu w orkiestrze Deutsches Symphonie-Orchester Berlin, karierę zawodowego muzyka orkiestrowego rozpoczął w 2001 roku w roli drugiego koncertmistrza grupy I skrzypiec orkiestry Deutsche Oper Berlin pod dyrekcją Christiana Thielemanna. W latach 2002–2004 był koncertmistrzem grupy II skrzypiec orkiestry Filharmonii Drezdeńskiej pod dyrekcją Rafaela Frühbecka de Burgos. Od 2004 r. pracował jako prowadzący II skrzypiec w berlińskiej orkiestrze radiowej Rundfunk-Sinfonieorchester Berlin pod dyr. Marka Janowskiego. W 2009 r. po wygranym konkursie został członkiem orkiestry Berliner Philharmoniker, wówczas pod dyrekcją Sir Simona Rattle’a, w grupie pierwszych skrzypiec. W 2019 roku, również po wygranym konkursie, został koncertmistrzem tejże orkiestry.
Za sprawą swojej działalności orkiestrowej, gdzie wykonuje około 100 koncertów rocznie na całym świecie, grał pod dyrekcją takich dyrygentów jak: Claudio Abbado, Sir Simon Rattle, Christian Thielemann, Daniel Barenboim, Bernard Haitink, Kurt Masur, Zubin Mehta, Seiji Ozawa, Riccardo Muti, Mariss Jansons, Gustavo Dudamel, Stanisław Skrowaczewski, Walerij Giergijew, Andris Nelsons, Marek Janowski, Nikolaus Harnoncourt i wielu innych.
Wśród wielu solistów, z którymi występował, znajdują się: Krystian Zimerman, Daniel Barenboim, Piotr Anderszewski, Radu Lupu, Frank Peter Zimmermann, Anne-Sophie Mutter, Steven Isserlis, Yo-Yo Ma, Lang Lang, Daniił Trifonow, Isabelle Faust, Daniel Müller-Schott, Pinchas Zukerman, Emanuel Ax, Rafał Blechacz, Cecilia Bartoli, Renée Fleming i wielu innych.
Uczestniczył również w projektach kameralnej orkiestry smyczkowej Philharmonische Virtuosen Berlin, Philharmonic Camerata oraz Berliner Barock Solisten.

## Działalność pedagogiczna
Od czasu podjęcia studiów doktoranckich na Akademii Muzycznej im. Karola Lipińskiego we Wrocławiu prowadził w tejże uczelni działalność pedagogiczną. Od 2021 roku jest pedagogiem Akademii im. Herberta von Karajana działającej przy Filharmonii Berlińskiej. Prowadzi klasę skrzypiec na Międzynarodowym Kursie Muzycznym w Opolu.
W 2007 r. pełnił funkcję jurora na Międzynarodowym Konkursie „Hugo-Distler-Ehrung” w Strausbergu pod Berlinem, w roku 2012 w jury konkursu kameralnego Kammermusikwettbewerb der Alice-Samter-Stiftung przy Universität der Künste Berlin oraz dwukrotnie, w 2016 i 2018 roku, w jury Ogólnopolskiego Cieszyńskiego Konkursu Skrzypcowego.
W 2017 roku wraz z Katarzyną Polonek oraz Marcinem Sikorskim prowadził sympozjum i warsztaty pod tytułem „Safety last” (Artur Schnabel) Element ryzyka jako twórczy czynnik interpretacyjny podczas publicznej prezentacji dzieła muzycznego, które odbyły się w Filharmonii Berlińskiej na początku 2017 roku. Latem 2018 roku w ramach Międzynarodowego Kursu Muzycznego w Opolu wygłosił wykład poświęcony tematyce związanej z problemami fizjologiczno-wykonawczymi prowadzenia smyczka.
Wytwórnia płytowa Deutsche Grammophon wydała w 2012 r. płytę DVD pt. Karajan – The Second Life, gdzie w formie wywiadu wypowiadał się obok skrzypaczki Anne-Sophie Mutter i śpiewaczki Brigitte Fassbaender na temat twórczości dyrygenta Herberta von Karajana.
Przeprowadza również wywiady dla internetowej platformy koncertowej Digital Concert Hall, należącej do Fundacji Berliner Philharmoniker, jak dotąd miał okazję prowadzić rozmowę z Antonim Witem, Piotrem Anderszewskim, Markiem Janowskim oraz Krzysztofem Urbańskim.

## Kalendarium nagród
• 2010: III nagroda (I i II nie przyznano) oraz nagroda publiczności na Międzynarodowym Konkursie Muzyki Kameralnej im. J. Haydna w Wiedniu (Berlin Piano Trio);
• 2009: nagroda Prix Marguerite Duetschler na konkursie „Sommets Musicaux” w Gstaad (Berlin Piano Trio);
• 2007: I nagroda i nagroda publiczności na Europejskim Konkursie Muzyki Kameralnej w Karlsruhe (Berlin Piano Trio);
• 2007: I nagroda oraz Grand Prix na Międzynarodowym Konkursie Współczesnej Muzyki Kameralnej w Krakowie (Berlin Piano Trio);
• 1996: I nagroda na ogólnoniemieckich przesłuchaniach Bundeswettbewerb Jugendmusiziert na ogólnoniemieckich przesłuchaniach (Mannheim);
• 1994: III nagroda na ogólnoniemieckich przesłuchaniach Bundeswettbewerb Jugendmusiziert na ogólnoniemieckich przesłuchaniach (Osnabrück).

## Wybór dorobku fonograficznego
• 2020: Zarębski, Brahms z Katarzyną Polonek, Marcinem Sikorskim, Maciejem Buczkowskim i Ignacym Miecznikowskim (w trakcie procesu wydawniczego);
• 2020: Debussy, Franck, Fabiańska-Jelińska z Katarzyną Polonek, Nikolausem Resą i Marcinem Sikorskim (w trakcie procesu wydawniczego);
• 2019: Geliebte Clara, Liebste Clara! z Brahms Piano Quartett – na żywo z Filharmonii Opolskiej (wyd. QBK);
• 2016: Dvořák. Brahms z Berlin Piano Trio (wyd. QBK);
• 2015: Beyond the Tango z Berlin Piano Trio (wyd. Rime Records);
• 2015: IPPNW-Benefizkonzert für Flüchtlinge z Berlin Piano Trio oraz Christianem Brücknerem – na żywo z Filharmonii Berlińskiej (wyd. IPPNW-Concerts);
• 2013: Berolina Trio – The Berlin Piano Trio z Berlin Piano Trio – na żywo z Berlińskiej Filharmonii (wyd. prywatne);
• 2010: Beethoven: Koncert potrójny z Berolina Trio (późniejsze Berlin Piano Trio) i orkiestrą Musikkollegium Winterthur pod dyrekcją Douglasa Boyda (wyd. CLAVES).